# Campionato sudafricano di Formula 1 1974
La stagione 1974 del Campionato sudafricano di Formula 1 fu la quindicesima della serie. Partì il 13 aprile e terminò  il 19 ottobre, dopo 11 gare. Il campionato venne vinto da Dave Charlton su McLaren-Ford Cosworth.

## La pre-stagione

### Il calendario
| Gara | Gran Premio                     | Circuito                                       | Giri | Lunghezza           | Data         |
| ---- | ------------------------------- | ---------------------------------------------- | ---- | ------------------- | ------------ |
| 1    | Mercury 100                     | Circuito di Roy Hesketh, Pietermaritzburg      | 40   | 40×2,901=116,04 km  | 13 aprile    |
| 2    | Cape South Easter Trophy        | Killarney Motor Racing Complex, Città del Capo | 40   | 40×3,267=130,68 km  | 4 maggio     |
| 3    | South African Republican Trophy | Circuito di Kyalami                            | 32   | 32×4,094=131,008 km | 25 maggio    |
| 4    | Brandkop Winter Trophy          | Circuito di Brandkop, Bloemfontein             | 40   | 40×3,395=135,8 km   | 15 giugno    |
| 5    | Bulawayo 100                    | Circuito di Bulawayo                           | 30   | 30×4,079=135,8 km   | 30 giugno    |
| 6    | Natal Winter Trophy             | Circuito di Roy Hesketh, Pietermaritzburg      | 40   | 40×2,901=116,04 km  | 13 luglio    |
| 7    | Rand Winter Trophy              | Circuito di Kyalami                            | 32   | 32×4,097=131,104 km | 10 agosto    |
| 8    | False Bay 100                   | Killarney Motor Racing Complex, Città del Capo | 40   | 40×3,267=130,68 km  | 31 agosto    |
| 9    | Gran Premio della Rhodesia      | Circuito di Donnybrook                         | 50   | 50×2,751=137,55 km  | 15 settembre |
| 10   | Rand Spring Trophy              | Circuito di Kyalami                            | 32   | 32×4,097=131,104 km | 28 settembre |
| 11   | Goldfields 100                  | Circuito di Goldfields                         | 32   | 32×4,168=133,376 km | 19 ottobre   |

## Risultati e classifiche

### Risultati
| Gara | Circuito    | Pole Position | GPV           | Vincitore     | Vettura               |
| ---- | ----------- | ------------- | ------------- | ------------- | --------------------- |
| 1    | Roy Hesketh | Ian Scheckter | Dave Charlton | Dave Charlton | McLaren-Ford Cosworth |
| 2    | Killarney   | Dave Charlton |               | Dave Charlton | McLaren-Ford Cosworth |
| 3    | Kyalami     | Dave Charlton | Dave Charlton | Dave Charlton | McLaren-Ford Cosworth |
| 4    | Brandkop    | Eddie Keizan  | Dave Charlton | Dave Charlton | McLaren-Ford Cosworth |
| 5    | Bulawayo    | Dave Charlton |               | Dave Charlton | McLaren-Ford Cosworth |
| 6    | Roy Hesketh | Ian Scheckter |               | Ian Scheckter | Lotus-Ford Cosworth   |
| 7    | Kyalami     | Ian Scheckter |               | Dave Charlton | McLaren-Ford Cosworth |
| 8    | Killarney   | Dave Charlton | Ian Scheckter | Ian Scheckter | Lotus-Ford Cosworth   |
| 9    | Donnybrook  | Dave Charlton | Ian Scheckter | Ian Scheckter | Lotus-Ford Cosworth   |
| 10   | Kyalami     | Ian Scheckter | Ian Scheckter | Ian Scheckter | Lotus-Ford Cosworth   |
| 11   | Goldfields  | Dave Charlton |               | Ian Scheckter | Lotus-Ford Cosworth   |

### Classifica Piloti
Vengono assegnati punti secondo lo schema seguente:
| Punti | 9 | 6 | 4 | 3 | 2 | 1 |

| Pos | Pilota          | MER | CSE | SRT | BWT | BUL | NWT | RWT | FAB | RHO | RST | GOL | Punti |
| --- | --------------- | --- | --- | --- | --- | --- | --- | --- | --- | --- | --- | --- | ----- |
| 1   | Dave Charlton   | 1   | 1   | 1   | 1   | 1   | 2   | 1   | 2   | 3   | 2   | 8   | 76    |
| 2   | Ian Scheckter   | 2   | 5   | 3   | 3   | 3   | 1   | Rit | 1   | 1   | 1   | 1   | 65    |
| 3   | Guy Tunmer      | Rit | 4   | 6   | 6   | 4   | 4   | 2   | 4   | 2   | 4   | 5   | 31    |
| 4   | Paddy Driver    | 3   | 3   | 4   | 4   | Rit | NP  | NP  | 3   | Rit | 3   | 2   | 28    |
| 5   | Eddie Keizan    | 4   | NP  | 2   | 2   | 2   | 3   | Rit | Rit | Rit | 7   | NP  | 25    |
| 6   | Tony Martin     | 6   | 9   | 8   | Rit | 6   | 5   | 4   | 5   | 4   | 5   | 4   | 18    |
| 7   | John McNicol    |     | 2   | 5   | 5   |     |     |     |     |     |     |     | 10    |
| 8   | Brian von Hage  | Rit | Rit | 9   | 7   | Rit | 7   | 5   | 9   | 5   | 8   | 3   | 8     |
| 9   | Mike Domingo    | 5   | Rit | 7   | 8   | Rit | 6   | 3   | 6   |     |     | Rit | 8     |
| 10  | Gary Ainschough |     | 7   | Rit | NP  | 5   | Rit | 8   |     | Rit | 9   |     | 2     |
| 11  | Noddy Limberis  | 11  | 8   | Rit | Rit |     | 8   | 6   | 7   |     | 11  | 6   | 2     |
| 12  | Peter Haller    | 7   | 6   | Rit | NP  |     | 10  | 7   |     |     | Rit |     | 1     |
| 13  | Joe Domingo     |     |     | Rit |     |     | Rit | NP  | NP  |     | 6   | Rit | 1     |
| 14  | Kipp Ackermann  | 12  |     | NP  | Rit |     |     |     |     |     | 10  | 7   | 0     |
| 15  | Bill Scheepers  | 8   | Rit | NP  | 9   |     | Rit | 9   | 8   |     | Rit | 9   | 0     |
| 16  | John Amm        | 9   | NP  | 10  | Rit | Rit | Rit |     |     | Rit |     |     | 0     |
| 17  | Glenn Martin    |     | Rit | Rit |     |     | 9   |     |     |     |     |     | 0     |
| 18  | Fred Cowell     | 10  |     | Rit |     |     | Rit |     |     |     |     |     | 0     |
|     | Mike Hearn      |     |     |     |     |     |     |     |     |     |     | Rit | -     |
| Pos | Pilota          | MER | CSE | SRT | BWT | BUL | NWT | RWT | FAB | RHO | RST | GOL | Punti |

| Colore  | Risultati                                                         |
| ------- | ----------------------------------------------------------------- |
| Oro     | Vincitore                                                         |
| Argento | 2º posto                                                          |
| Bronzo  | 3º posto                                                          |
| Verde   | Finita, a punti                                                   |
| Blu     | Finita, senza punti Finita, non classificato (NC)                 |
| Viola   | Non finita (Rit)                                                  |
| Rosso   | Non qualificato (NQ) Non pre-qualificato (NPQ)                    |
| Nero    | Squalificato (SQ)                                                 |
| Bianco  | Non partito (NP)                                                  |
| Celeste | Disputa solo le prove (SP)                                        |
| Celeste | Iscritto alle prove libere - Terzo pilota (TP) - dal 2003 al 2006 |
| Vuoto   | Non prende parte alle prove (NPR)                                 |
| Vuoto   | Iscritto ma non presente, non arrivato (NA)                       |
| Vuoto   | Ritirato prima dell'evento (WD)                                   |
| Vuoto   | Infortunato (INF)                                                 |
| Vuoto   | Escluso (ES)                                                      |
| Vuoto   | Gara cancellata (C)                                               |